# Де Силва, Шон
Шон де Силва (англ. Sean de Silva; род. 17 января 1990 года, Порт-оф-Спейн, Тринидад и Тобаго) — тринидадский футболист, защитник. Выступал за сборную Тринидад и Тобаго.

## Карьера
Начинал свою карьеру на родину. В 18 лет переехал в США, где защитник учился в Чарлстонском колледже и параллельно играл за местную студенческую команду. В 2013 году один сезон провёл в клубе NASL «Миннесота Юнайтед». Через год де Силва вернулся в Тринидад и Тобаго. Там он выступает за команду «Сентрал». В марте 2019 году подписал контракт с клубом первого исландского дивизиона «Хаукар».

## Сборная
Защитник выступал за юношеские сборные страны на ЧМ-2007 среди футболистов до 17 лет в Южной Корее и ЧМ-2009 среди футболистов до 20 лет Египте. За главную национальную команду страны дебютировал 18 марта 2009 года в товарищеском матче против сборной Панамы, который завершился победой тринидадцев со счётом 1:0.

## Достижения
- Чемпион Тринидада и Тобаго (1): 2014/15, 2015/16, 2016/17.